# ديفيد دي براز اوليفييرا
ديفيد دي براز اوليفييرا (بالبرتغالية: David Braz de Oliveira Filho) (21 مايو 1987 بغوارولوس في البرازيل - ) هو لاعب كرة قدم برازيلي في مركز الدفاع. شارك مع منتخب البرازيل تحت 20 سنة لكرة القدم. أما مع النوادي، فقد لعب مع باناثينايكوس ونادي بالميراس ونادي سانتوس ونادي فلامنغو ونادي فيتوريا وSociedade Esportiva Palmeiras B ‏.

## روابط خارجية
- ديفيد دي براز اوليفييرا على موقع اتحاد تركيا (لاعب) (الإنجليزية)
- ديفيد دي براز اوليفييرا على موقع قاعدة بيانات كرة القدم.إي يو (الإنجليزية)
- ديفيد دي براز اوليفييرا على موقع Soccerway.com (الإنجليزية)
- ديفيد دي براز اوليفييرا على موقع عالم كرة القدم.نت (الإنجليزية)